# Жешовски окръг
Жешовски окръг (на полски: Powiat rzeszowski) е окръг (повят) в Югоизточна Полша, Подкарпатско войводство. Заема площ от 1157,38 км2.
Административен център е град Жешов, който не е част от окръга.

## География
Окръгът се намира в историческите области Малополша и Червена Рус. Разположен е в централната част на войводството.

## Население
Населението на окръга възлиза на 163 859 души (2012 г.). Гъстотата е 142 души/км2.

## Административно деление
Административно окръгът е разделен на 14 общини.
Градска община:
- Динов

Градско-селски общини:
- Община Блажова
- Община Богухвала
- Община Глогов Малополски
- Община Соколов Малополски
- Община Тичин

Селски общини:
- Община Динов
- Община Камен
- Община Красне
- Община Любеня
- Община Тшебовниско
- Община Хижне
- Община Хмелник
- Община Швилча

## Галерия
- Динов
- Блажова
- Богухвала
- Глогов Малополски
- Тичин